# Assia (film)
Pour les articles homonymes, voir Assia.
Pour plus de détails, voir Fiche technique et Distribution.
Assia (Ася) est un film soviétique réalisé par Iossif Kheifitz, sorti en 1977. C'est l'adaptation de la nouvelle éponyme d'Ivan Tourgueniev.

## Synopsis
Un jeune homme, un certain N.N., parcourt l'Europe. Un jour, il se retrouve dans l'une des villes de province allemandes. Là, il fait connaîssance de deux jeunes gens qui sont frère et sœur. Assia, fille d'un noble et d'une servante, l'attire par sa naïveté et sa spontanéité.

## Fiche technique
- Titre original : Ася
- Titre français : Assia[1]
- Réalisation : Iossif Kheifitz
- Scénario : Iossif Kheifitz
- Photographie : Genrikh Maradjian
- Musique : Oleg Karavaïtchouk
- Pays d'origine : URSS
- Format : Couleurs - 35 mm - Mono
- Genre : drame
- Durée : 98 minutes
- Date de sortie : 1977

## Distribution
- Elena Koreneva : Assia
- Viatcheslav Ezepov : N. N.
- Igor Kostolevski : Gagine